# Рудимент
В биологията под рудимент или рудиментарен орган се разбира закърнял орган - орган, който в хода на своето развитие е загубил напълно или частично своите функции. Закърнелият орган не може повече да изпълнява своята първоначална функция за сметка на нови функции (например апендиксът играе роля в лимфоносната система при човека). В повечето случаи обаче се случва обратното и полза от рудиментите няма. Примери за това при човека са: мъдреците (възпаление (перикоронит), израстване на неправилно място), апендикс (апендисит) и др. През 1893 Робърт Видерсхайм публикува списък на 86 човешки органа, чиято функция не е изяснена.

## Примери
- Апендикс при човека.
- Опашната кост при човека.
- Окосмяването по тялото при човека.
- Вторият и четвъртият пръст при конете.
- Крилете при пингвина, щрауса и емуто.
- Остатъци от задни крайници при китовете.
- Остатъци от задни крайници при боите.
- Трети клепач при човека
- Дарвиново ръбче при човека
- Очи при слепи кучета